# 恋するケータイ
『恋する☆ケータイ』（こいするケータイ）は、2005年5月から2008年3月30日まで名古屋テレビ（メ〜テレ）で放送されていたミニ番組である。サンデーフォークプロモーションとズガーン株式会社の共同製作。ドコモ東海の一社提供。全144回。放送時間は毎週日曜 22:54 - 23:00 （日本標準時）。

## 概要
毎回FOMAの機能と利便性をアピールしていたミニ番組である。主演は大久保麻理子。
途中までは大久保扮する主人公とその家族が登場するファミリードラマ仕立ての番組だったが、2007年5月からは大久保が様々な男性タレントとのデートを楽しみながら名古屋市内各地のデートスポットを紹介する情報番組に変更されていた。